# Diagnostic kinésithérapique
Le diagnostic kinésithérapique est l'hypothèse étiologique retenue par le masseur-kinésithérapeute pour le traitement de son patient. C'est en d'autres termes le dysfonctionnement essentiel vers lequel le kinésithérapeute dirige son traitement. Le dysfonctionnement est identifié par le kinésithérapeute sur la base d’informations obtenues à partir de l’histoire de la maladie, des signes, symptômes, examens et tests que le kinésithérapeute exécute et demande.